# Stânca Monaco

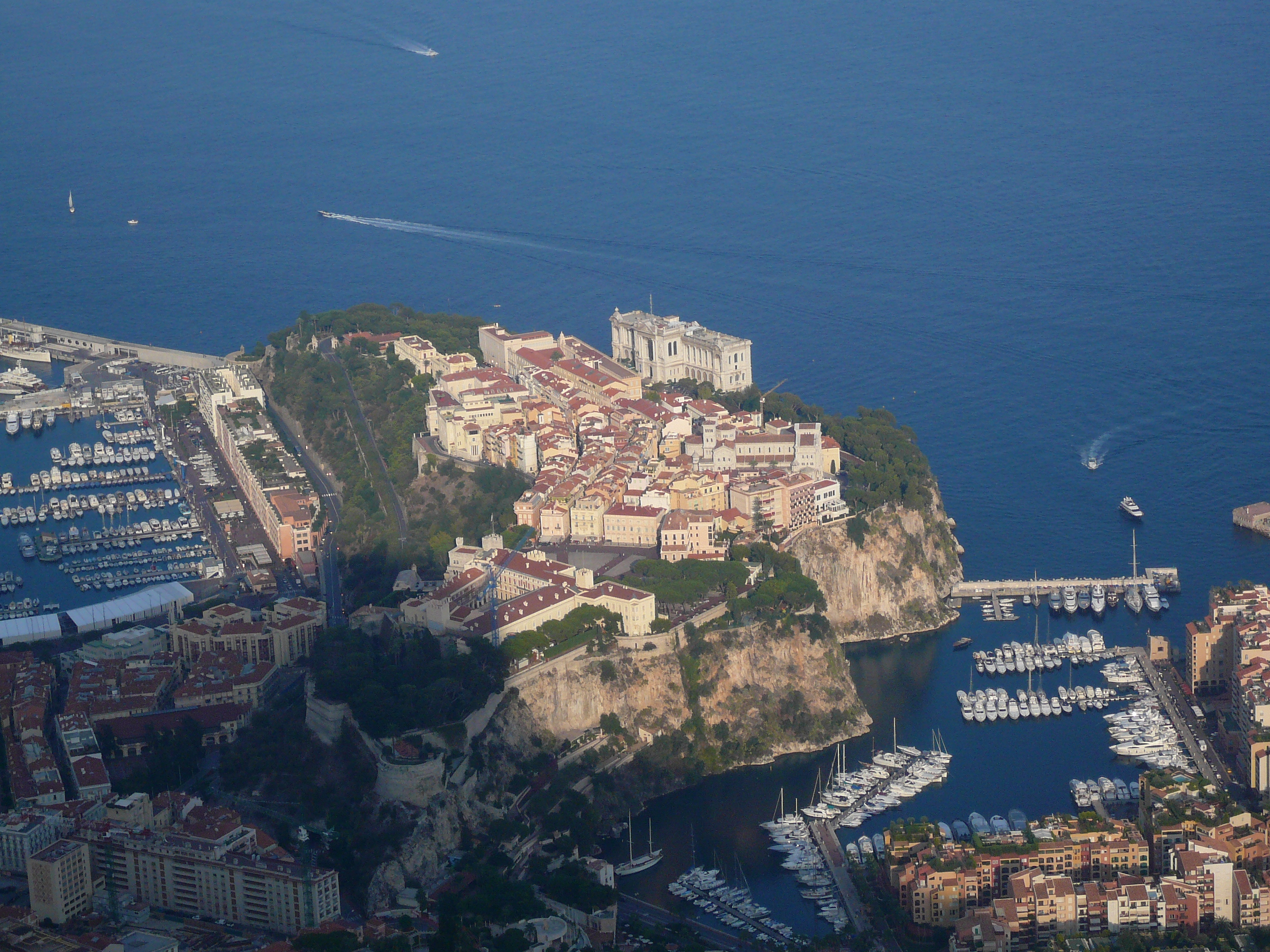
Vedere a stâncii de la Tête de Chien

Stânca Monaco (în franceză Rocher de Monaco) este un monolit înalt de 62 de metri aflat pe coasta mediteraneană a coastei Principatului Monaco. El are vedere către Marea Mediterană și către port.

## Istoria
Această stâncă a fost inițial un adăpost pentru populațiile primitive ale zonei și a devenit apoi o posesiune a vechii colonii masiliene Monoïkos (în greacă Μόνοικος), numită după triburile ligurice care ocupau zona și au încercat să o stăpânească. Ea a fost râvnită în decursul timpului de mai multe popoare și a fost cucerită la sfârșitul secolului al XIII-lea de Francesco Grimaldi, care s-a deghizat în călugăr franciscan pentru a reuși să intre în oraș și a deschide porțile pentru soldații săi. Membrii familiei Grimaldi conduc de peste 700 de ani principatul Monaco. 

## Astăzi
Stânca se află astăzi în cel mai vechi cartier din Monaco, Monaco-Ville, care este, de asemenea, locația Orașului Vechi, cea mai veche parte a orașului. Aici se află Palatul Princiar din Monaco (în franceză Le Palais Princier), reședința actualului monarh Albert al II-lea și a familiei princiare, Catedrala „Sfântul Nicolae” și Muzeul Oceanografic din Monaco. Stânca Monaco este o atracție populară, unde turiștii pot vedea palatul sau schimbarea gărzii. 

## Galerie de imagini

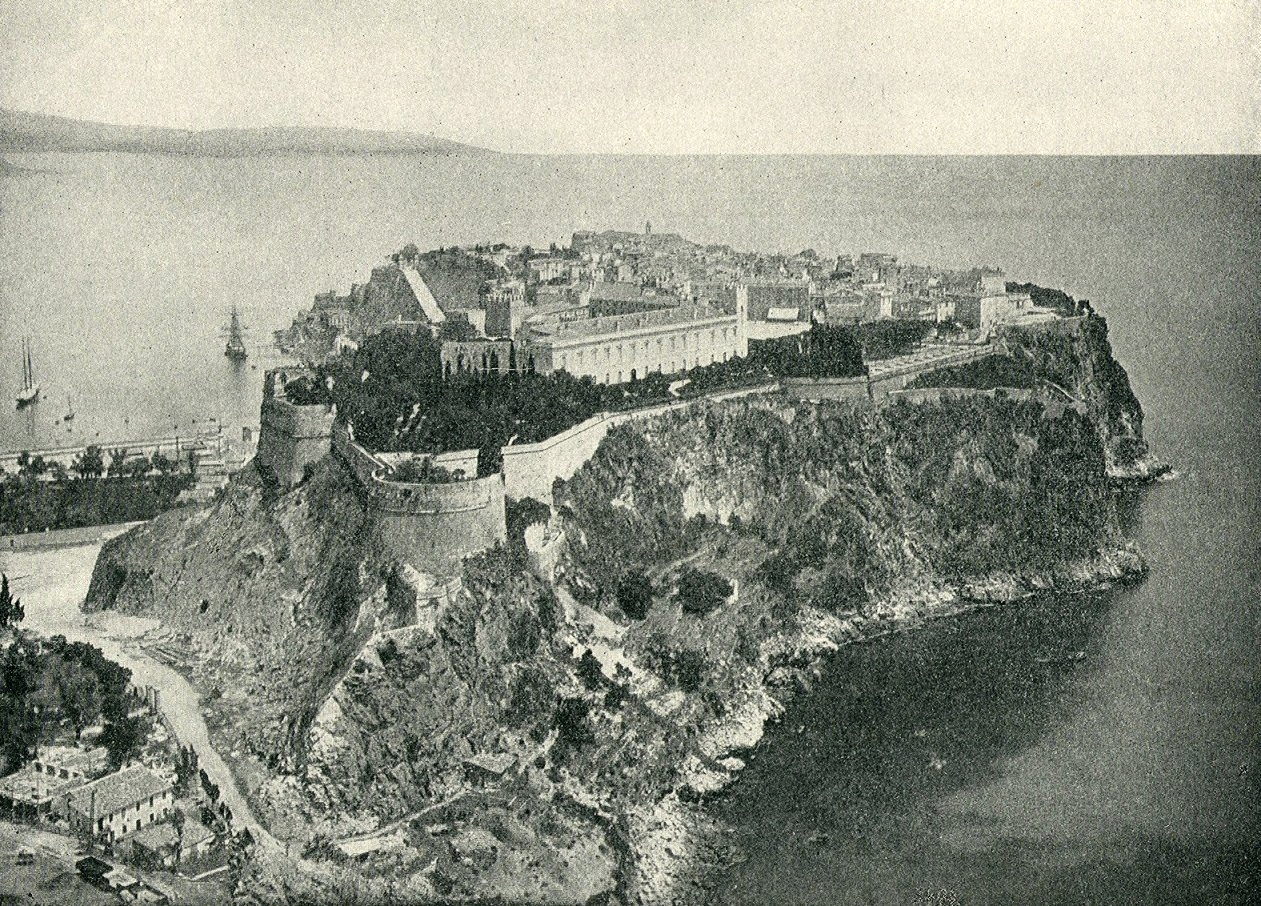
Stânca în 1890
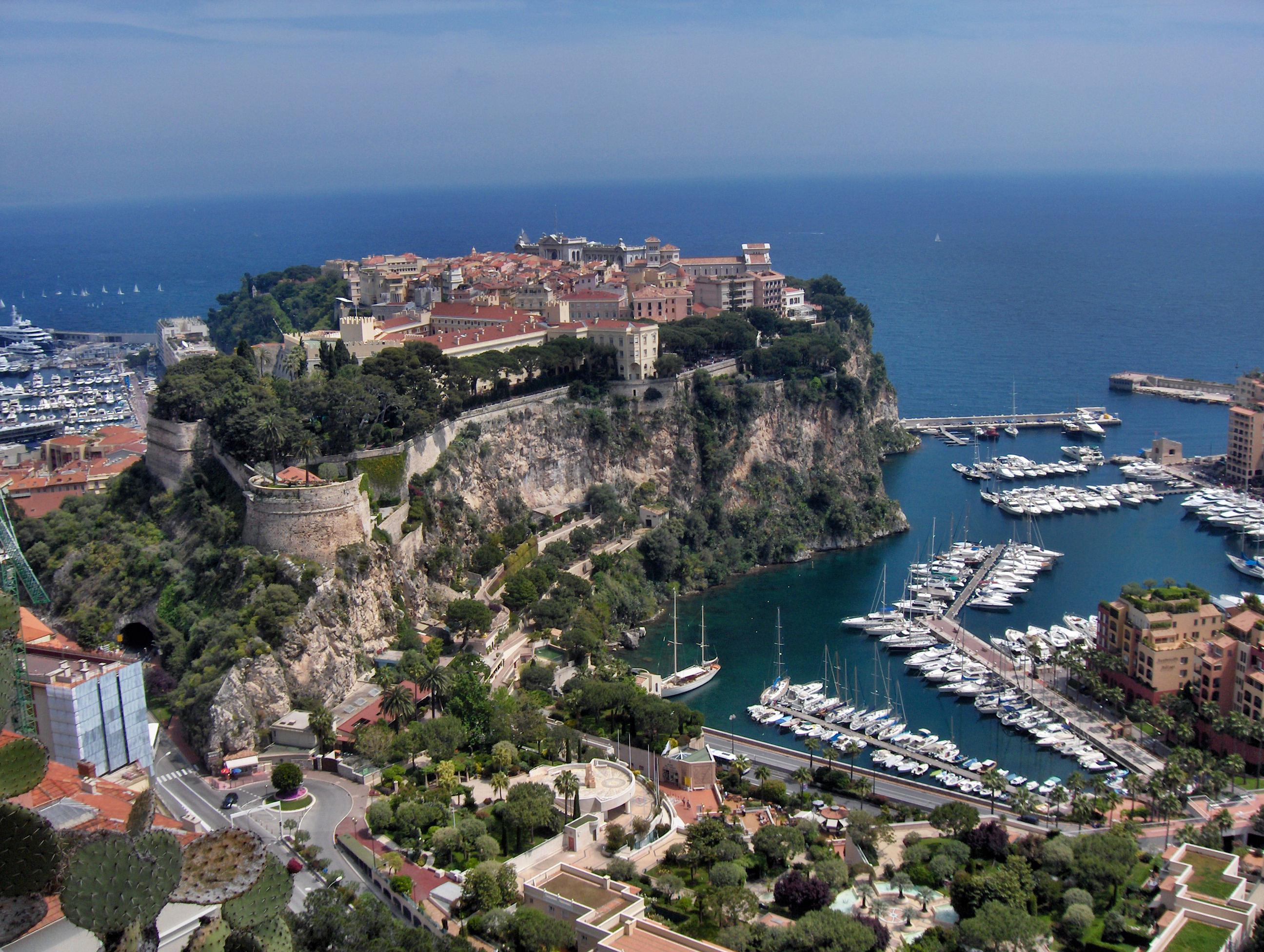
Monaco-Ville și portul Fontvieille astăzi